# Fianga
Fianga (arabisch فيانكا) ist eine Stadt im Südwesten des Tschad. Fianga ist die Hauptstadt des Départements Mont Illi, das den Westen der Provinz Mayo-Kebbi Est umfasst.

## Lage
Fianga liegt sieben Kilometer südlich der Grenze zu Kamerun. Am Rand der Stadt liegt ein Granitberg, der auf Karten mit Mont Fianga bezeichnet wird. Östlich der Stadt liegt der Fianga-See, der sich auf der Wasserscheide zwischen dem Tschadbecken und dem Nigerbecken befindet. Fianga befindet sich abseits des Fernstraßennetzes und ist somit nur über unbefestigte Straßen erreichbar, die zumindest Anfang der 2000er noch in der Regenzeit mehrere Monate lang nicht befahrbar waren. Sowohl nach Pala im Süden als auch zur Verbindungsstraße zwischen Bongor und Kélo im Osten sind es jeweils etwa 70 Kilometer.

## Bevölkerung
Fianga ist die Hauptstadt des Siedlungsgebietes der Toupouri im Tschad, die die gleichnamige Sprache Tupuri sprechen. Nachdem im Jahr 1993 die Bevölkerungszahl noch bei 9.897 lag, wurden beim Zensus 2009 schon 22.162 Einwohner gezählt.

## Wirtschaft und Infrastruktur
Fianga ist ein bedeutendes Handelszentrum, außerdem wird Landwirtschaft betrieben. Neben der Funktion als Hauptstadt des Départements verfügt Fianga aufgrund der Nähe zur Staatsgrenze auch über Zollbeamte. Es sind auch nichtstaatliche Akteure aktiv, wie Ärzte ohne Grenzen und eine katholische Mission. Fianga hat eine Krankenstation, eine Schule und einen Wasserturm, der durch die deutsche GTZ erbaut wurde.
Fianga war eine der wenigen Städte im Tschad, die schon 1976 an das staatliche Trinkwassernetz angebunden waren. Anfang 2023 wurde der baldige Anschluss Fiangas an die Stromversorgung angekündigt. Dieser umfasst auch eine Photovoltaikanlage.

## Persönlichkeiten
- David Mbaihouloum (* 1989), tschadischer Fußballspieler